# Allalasandra, Mulbagal
Allalasandra là một làng thuộc tehsil Mulbagal, huyện Kolar, bang Karnataka, Ấn Độ.